# Antos János
Rétyi Antos János (Réty, 1819. december 22./július 25. – Abony, 1906. november 20.) 1848-49-es vezérkari honvéd alezredes, földbirtokos.

## Életpályája
Nagyenyeden jogot tanult. 1838-tól hadapród volt a II. székely gyalogezrednél. 1842-ben hadnagy lett. Az 1848–49-es forradalom és szabadságharcban a zalatnai kincstári uradalom területén a rendfenntartó csapatok parancsnoka, később Szenttamásnál, Kápolnánál, Isaszegnél harcolt. Budavár ostrománál lett alezredes. Részt vett az 1849. augusztus 2-i debreceni csatában is. Világosnál tette le a fegyvert. Hatévi várfogságra ítélték. 1851-ben kegyelem útján szabadult; Abonyban gazdálkodott.

## Magánélete
1851–1897 között br. Radák Katalin (1834-?) volt a felesége. Egy lányuk született: Antos Anna (1866–1942).

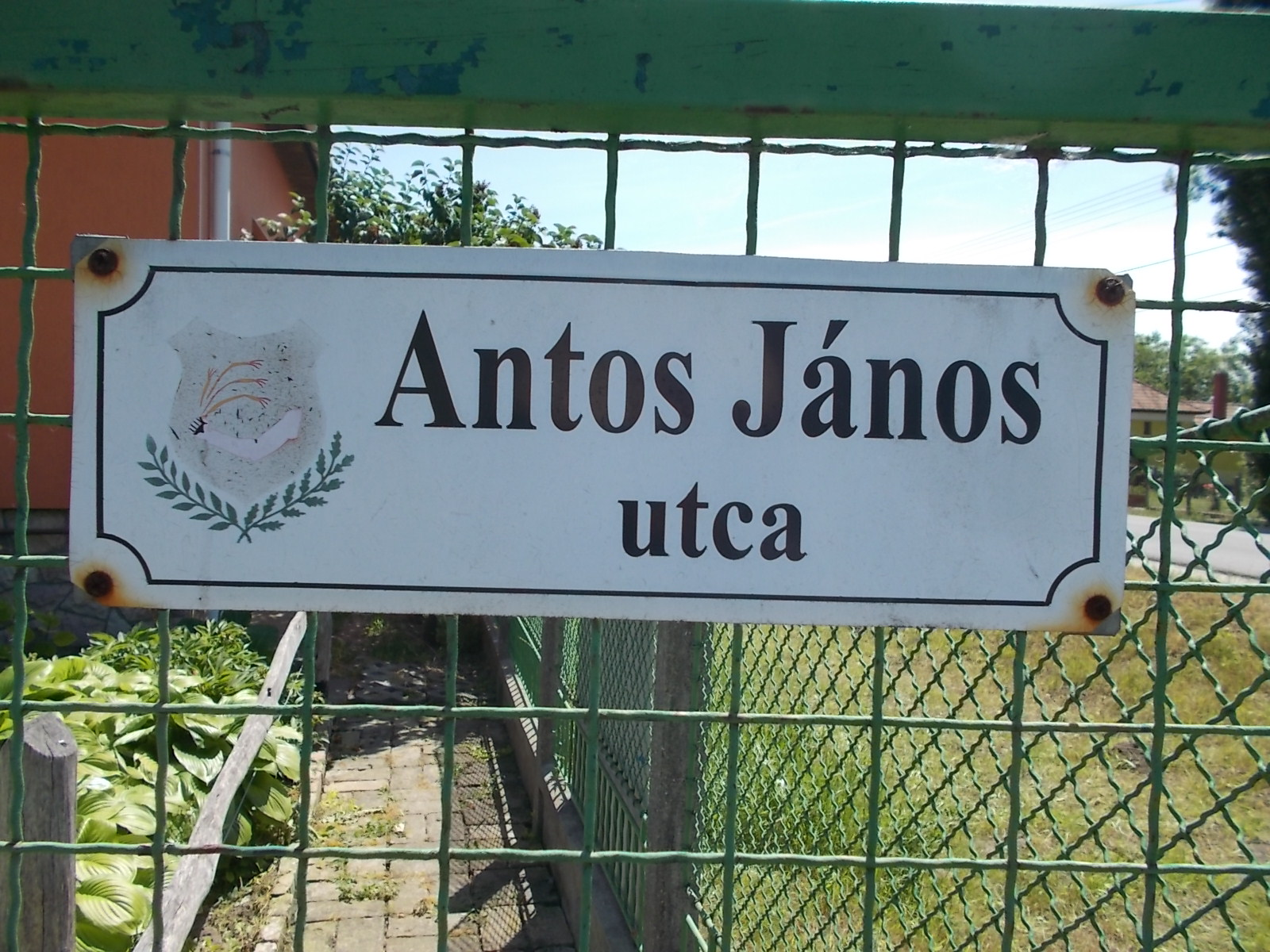

Abonyban utca őrzi emlékét.

## Művei
- Naplójegyzetek (Századok, 1907)